# فيرونيكا دولينا
فيرونيكا دولينا (بالإنجليزية: Veronika Dolina)‏ (2 يناير 1956، موسكو في روسيا)؛ مؤلِّفة وشاعِرة غنائية، مغنية مؤلفة، ملحنة، كاتِبة وشاعرة سوفيتية-روسية.

## روابط خارجية
- فيرونيكا دولينا على موقع IMDb (الإنجليزية)